# Villar de la Encina
Pour les articles homonymes, voir Villar et Encina.
Villar de la Encina est une commune d’Espagne, dans la province de Cuenca, communauté autonome de Castille-La Manche.